# Ján Cikker
Ján Cikker (29. července 1911, Banská Bystrica – 21. prosince 1989, Bratislava) byl slovenský hudební skladatel. Jeho skladby jsou silně inspirovány lidovou hudbou. Vzorem v tomto směru mu byl český hudební skladatel Leoš Janáček.

## Život
Ján Cikker studoval na Mistrovské akademii v Praze u Vítězslava Nováka (kompozice), Bedřicha Antonína Wiedermanna (varhany) a Jaroslava Křičky, později obdržel stipendium na Vídeňské akademii, kde, mimo jiné, zkomponoval rozsáhlou čtyřvětou Jarní symfonii. Zabýval se též teoreticky hudební estetikou.
V letech 1951–1973 byl profesorem kompozice na VŠMU v Bratislavě.
V roce 1966 byl jmenován národním umělcem.

## Operní díla
K jeho nejvýznamnějším dílům patří opery:
- Juro Jánošík (1954)
- Beg Bajazid (1957)
- Mister Scrooge (1959)
- Vzkříšení (Vzkriesiene) (1962)
- Meteor (psáno 1966), 1 dějství, libreto Ján Cikker a Peter Karvaš, nedokončena
- Hra o lásce a smrti (Hra o láske a smrti) (1969)
- Coriolanus (1974)
- Rozsudek (Rozsudok) (1979)
- Obléhání Bystrice (Obliehanie Bystrice) (1983)
- Ze života hmyzu (Zo života hmyzu) (1987), 3 dějství s prologem a epilogem, libreto Ján Cikker podle hry Karla Čapka a Josefa Čapka Ze života hmyzu
- Antigona (Antigoná) (psáno 1987-89), 3 dějství, libreto Ján Ciker podle Sofokla, nedokončena

## Další díla
- Tatranské potoky pro klavír (1962)
- Variace pro klavír (1936)
- Sonatina pro klavír (1933)
- Variace pro klavír na slovenskou lidovou píseň (1973)
- Kvartet pro smyčce B dur (1928)
- Kvartet pro smyčce č. 1 (1935)
- Kvartet pro smyčce č. 2 (1935–1936)
- Suita pro housle a violu
- Concertino pro klavír a orchestr op. 20 (1942)
- Slovenská suita op. 22
- Symfonie c moll (1930) – podle klavírní sonáty c moll (1929)
- Capriccio pro orchestr
- Epitaf pro orchestr
- Jarní symfonie op. 15 (1937 ve Vídni)
- Symfonická báseň Leto
- Pochod Hlinkovej gardy
- Symfonická báseň Boj
- Symfonická báseň Ráno
- Selanky pro orchestr
- Vzpomínky pro smyčce a dechový kvintet
- Vlčí díry pro orchestr
- Meditace na téma H. Schultze „Blažení jsou mrtví“ pro orchestr
- Variace na téma z opery G. Verdiho „Maškarní bál“
- Variace na slovenskou lidovou píseň pro orchestr
- Symfonia 1945 (1984)
- Symfonietta pro orchestr op. 16 (1936) – podle klavírní sonatiny
- Paleta pro orchestr
- Vánoční kantáta
- Velikonoční kantáta
- Cantus filiorum op. 17, pro bas, sbor a orchestr